# Ellen Jansen
Ellen Jansen (Markelo, Países Bajos; 6 de octubre de 1992) es una futbolista neerlandesa. Juega como delantera y su equipo actual es el Valencia CF de la Primera División Femenina de España.

## Carrera internacional
El 12 de diciembre de 2010, hizo su debut con la selección de los Países Bajos en el partido del Torneo Internacional de Fútbol Femenino de la Ciudad de São Paulo 2010 contra Brasil.

## Palmarés
FC Twente
- Eredivisie (2): 2010/11, 2015/16.
- Liga BeNe (2): 2012/13, 2013/14.
- KNVB Women's Cup (1): 2014/15.

Ajax
- KNVB Women's Cup (1): 2018/19.

Países Bajos
- Copa de Algarve (1): 2018.